# Odyssey (Fischerspooner)
Odyssey è il secondo album in studio del gruppo musicale statunitense Fischerspooner, pubblicato nel 2005.

## Tracce
1. Just Let Go – 4:15 (Warren Fischer, Casey Spooner)
2. Cloud – 3:33 (Fischer, Spooner, Eric Erlandson, John Wolfington)
3. Never Win – 4:00 (Fischer, Spooner, Kyle "Slick" Johnson)
4. A Kick in the Teeth – 4:21 (Fischer, Spooner, Linda Perry)
5. Everything to Gain – 4:13 (Fischer, Spooner, Nicolas Vernhes)
6. We Need a War – 3:41 (Fischer, Spooner, Jimmy Harry, Susan Sontag)
7. Get Confused – 4:11 (Fischer, Spooner, Johnson, David Byrne)
8. Wednesday – 3:27 (Fischer, Spooner)
9. Happy – 4:01 (Fischer, Spooner, Perry, Vernhes)
10. Ritz 107 – 4:36 (Fischer, Spooner, Vernhes)
11. All We Are – 4:41 (Fischer, Spooner, Perry, Vernhes)
12. ◯ (Circle (Vision Creation New Sun); Boredoms cover) – 6:35 (Boredoms)